# Національна сцена
60°23′33″ пн. ш. 5°19′11″ сх. д. / 60.39256667° пн. ш. 5.31961944° сх. д.

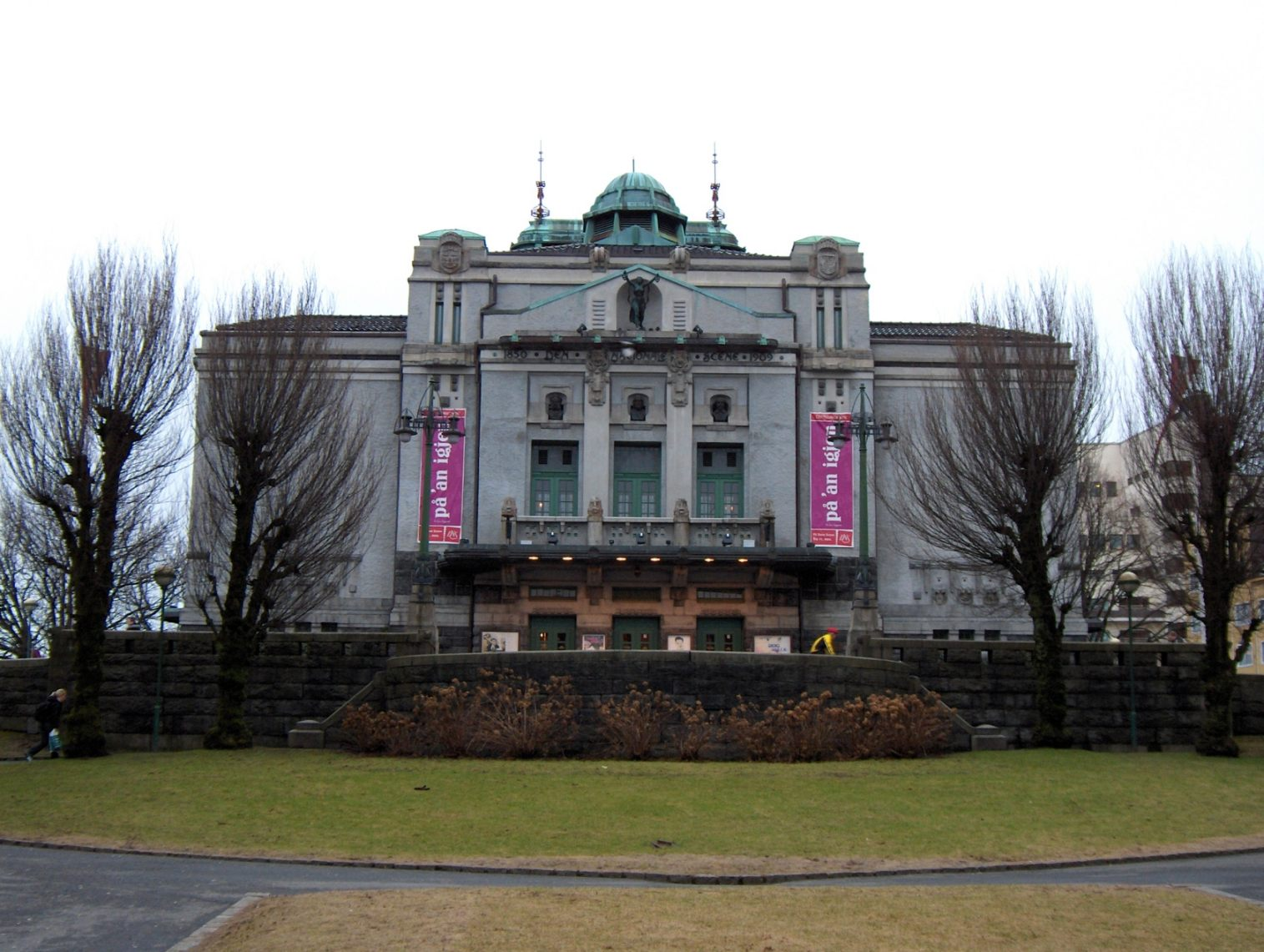
Національна сцена

Національна сцена (Den Nationale Scene) — найстаріший норвезький театр, розташований в Бергені. Перед театром розташовані пам'ятники драматургам Б'єрнстьєрне Б'єрнсону та Нордалу Грігу.

## Історія
Театр було відкрито в 1850 році композитором та скрипалем Оле Буллем, засновником трупи Норвезький театр (Det Norske Theater), яка в 1863 році припинила свої існування з економічних причин. За час існування театру Булл запросив на роботу тоді ще невідомого Генріка Ібсена, який з 1851 до 1857 років був у театрі режисером та оформлювачем сцени. Після Ібсена художнім керівником театру став Б'єрнстьєрне Б'єрнсон (1857—1859).
У 1876 році було засновано фундацію Національна сцена й робота театру відновилася.
У 1895 році спеціальним комітетом було прийнято рішення про спорудження нового приміщення, яке відкрилося для публіки 19 лютого 1909 року. Архітектором нового театру був Ейнар Оскар Шоу.
У 1940 році бомба сильно пошкодила будівлю театру, проте після численних реставрацій театр діє тут й до сьогодні. З 1993 року приміщення театру одержало статус пам'ятки історії й архітектури.
У театрі працюють 150 осіб, з яких 40 акторів. Великий зал театру (Store Scenen) вміщає 450 глядачів. Театр дає понад 550 вистав на рік.